# Chris Walas
Chris Walas (né en 1955) est un maquilleur et réalisateur américain.

## Biographie
Walas a surtout travaillé dans le domaine des effets spéciaux cinématographiques. Il est reconnu pour son travail sur les films La Mouche et La Mouche 2.

## Filmographie

### Effets spéciaux
- 1978 : Piranha
- 1979 : Up from the Depths (en)
- 1980 : Y a-t-il un pilote dans l'avion ?
- 1980 : Les Monstres de la mer
- 1981 : Le Dragon du lac de feu
- 1983 : Star Wars, épisode VI : Le Retour du Jedi
- 1984 : Gremlins
- 1985 : Enemy
- 1986 : La Mouche
- 1987 : House 2
- 1989 : La Mouche 2
- 1990 : Arachnophobie
- 1991 : Curse III: Blood Sacrifice (en)
- 1991 : Naked Lunch
- 2002 : Dark Heaven

### Maquillages
- 1979 : Le Continent des hommes-poissons
- 1980 : Galaxina
- 1981 : Les Aventuriers de l'arche perdue
- 1981 : L'Homme des cavernes
- 1981 : Scanners
- 1984 : Gremlins
- 1985 : Enemy Mine
- 1989 : Les Contes de la crypte : The Switch
- 1995 : Jade
- 1995 : Programmé pour tuer

### Effets visuels
- 2002 : Dark Heaven

### Réalisation
- 1989 : Les Contes de la crypte: "'Til Death"
- 1989 : La Mouche 2
- 1992 : Psychose meurtrière